# 6251 Setsuko
6251 Setsuko è un asteroide della fascia principale. Scoperto nel 1992, presenta un'orbita caratterizzata da un semiasse maggiore pari a 2,2952366 UA e da un'eccentricità di 0,0791245, inclinata di 4,29316° rispetto all'eclittica.